# Pavel Pinigin
Pavel Pavlovič Pinigin (in russo Павел Павлович Пинигин?; 12 marzo 1953) è un ex lottatore sovietico, dal 1991 russo, specializzato nella lotta libera.

## Palmarès

### Olimpiadi
- 1 medaglia:
  - 1 oro (Montréal 1976 nei pesi leggeri)

### Mondiali
- 3 medaglie:
  - 3 ori (Minsk 1975 nei 68 kg; Losanna 1977 nei 68 kg; Città del Messico 1978 nei 68 kg)